# Manuela Renard
Manuela Renard (* 1950) ist eine deutsche Synchronsprecherin und Schauspielerin.

## Leben
Manuela Renard war in den 1970er Jahren als Schauspielerin in einigen Fernsehserien-Episoden zu sehen. Jedoch wurde sie danach ausschließlich als Synchronsprecherin tätig. Seit 1991 spricht sie verschiedene Rollen der US-Zeichentrickserie Die Simpsons wie z. B. „Maude Flanders“, „Elizabeth Hoover“, „Luann van Houten“ und „Brandine Spuckler“. Insgesamt sprach sie mehr als 650 Sprechrollen ein.

## Filmografie (Auswahl)
- 1973: Kein Pardon für Schutzengel (The Protectors, Fernsehserie, eine Folge)
- 1977: Nonstop Nonsens (Fernsehserie, eine Folge)
- 1979: Der müde Theodor
- 1979: Kommissariat 9 (Fernsehserie, eine Folge)
- 1979: Die Buddenbrooks (Fernsehserie, eine Folge)

## Synchronisation (Auswahl)

### Filme
- 1977: Der Sohn des Mandingo: Gloria Hendry als „Marcia“
- 1988: Der parfümierte Killer: Sheila Ryan als „Rosie Ryan“
- 1989: Ein Gespenst auf Freiersfüßen: Gene Tierney als „Lucy Muir“
- 1994: Hercules und das vergessene Königreich: Elizabeth Hawthorne als „Königin Omphale“
- 2003: Après vous … Bitte nach Ihnen: Michèle Moretti als „Martine“

### Fernsehserien
- 1991–1992: Darkwing Duck als „Morgana Makaber“ (Zeichentrick)
- 1991–1996: Ein Strauß Töchter: Sela Ward als „Teddy Reed“
- 1993–2001: X-Men als „Storm“ (Zeichentrick)
- 2016–2019: Das geheimnisvolle Kochbuch: Ellen Karsten als „Gina Silvers“